# Actopan, Hidalgo
Actopan là một đô thị thuộc bang Hidalgo, México. Năm 2005, dân số của đô thị này là 48518 người.